# Rock Master 1995
Rock Master 1995 – międzynarodowe zawody we wspinaczce sportowej organizowane od 1987 roku we włoskim Arco, których 10 edycja Rock Master odbyła się w dniu 10 września w 1995.

## Uczestnicy
Organizator festiwalu Rock Master's do zawodów wspinaczkowych na sztucznych ścianach (Climbing Stadium Arco), zaprosił wspinaczy, którzy wystąpili w konkurencji;
- prowadzenie (kobiety i mężczyźni).

## Wyniki
Legenda
     * Konkurencje zawodów wspinaczkowych rozegrane tylko w ramach Rock Master 1996 zostały zaznaczone tym kolorem.
     * Zawodnicy (włoscy), organizatora zawodów  zostali zaznaczeni tym kolorem.
W zawodach wspinaczkowych w konkurencji prowadzenie wzięło udział 14 zawodników oraz 11 zawodniczek.

### Prowadzenie
| Mężczyźni |                    |       |
| Miejsce   | Zawodnik           | Wynik |
|           |                    |       |
| złoto     | François Lombard   | 5700  |
| srebro    | Arnaud Petit       | 4560  |
| brąz      | François Legrand   | 3705  |
| 4.        | Yuji Hirayama      | 3135  |
| 5.        | François Petit     | 2907  |
| 6.        | Cristian Brenna    | 2679  |
| 7.        | Stefano Alppi      | 2451  |
| 8.        | Elie Chevieux      | 0     |
| 9.        | Saławat Rachmietow | 0     |
| 10.       | Luca Zardini       | 0     |
| 11.       | Luca Giupponi      | 0     |
| 12.       | François Coffy     | 0     |
| 13.       | Christoph Bucher   | 0     |
| 14.       | Severino Scassa    | 0     |

| Kobiety |                     |       |
| Miejsce | Zawodniczka         | Wynik |
|         |                     |       |
| złoto   | Laurence Guyon      | 5700  |
| srebro  | Liv Sansoz          | 4560  |
| brąz    | Natalie Richer      | 3705  |
| 4.      | Muriel Sarkany      | 3135  |
| 5.      | Raffaella Valsecchi | 2907  |
| 6.      | Marietta Uhden      | 0     |
| 7.      | Jelena Owczinnikowa | 0     |
| 8.      | Luisa Iovane        | 0     |
| 9.      | Angela Striecks     | 0     |
| 10.     | Marie Giullet       | 0     |
| 11.     | Robyn Erbesfield    | 0     |